# Rally d'Italia
Il Rally d'Italia è la gara automobilistica di rally, valida per il Campionato del mondo, che si disputa dal 1970.

## Contesto

Miki Biasion sulla Lancia Delta S4 durante il Rallye Sanremo 1986.

Nato dalla fusione del Rally di Sanremo con il Rallye del Sestriere, nelle stagioni 1970 e 1971 fu prova valida del Campionato internazionale costruttori. Dopo l'esperimento biennale, dal 1972 il titolo di Rally d'Italia fu assegnato alla gara ligure, assumendo inoltre la validità per il Campionato del mondo rally. Dal 1979, il percorso interessava i tratti asfaltati della Liguria, che venivano impiegati nella prima ed ultima tappa, mentre il cuore pulsante del rally erano i percorsi sterrati della Toscana e dell'Umbria, particolarmente apprezzati dai piloti, team e tifosi. Nel 1997, per far fronte ai costi organizzativi sempre più alti, venne presa la decisione di abbandonare gli sterrati del centro Italia, per concentrare l'intero rally in Liguria e nel Basso Piemonte, su fondo asfaltato; una decisione, che seppur consentì di abbattere i tempi e costi di trasferimento, tolse molto fascino alla gara. Nel 2003, l'ACI, in accordo con il Promoter del WRC, decise di spostare il rally iridato in Sardegna per la stagione 2004. Ancora oggi, il titolo di Rally d'Italia è appannaggio dell'isola sarda.

## Rally Italia-Sardegna
La prima edizione, svoltasi con il nome di Supermag Rally Italia Sardinia, ebbe come base operativa la città gallurese di Olbia, mentre la cerimonia di partenza ed arrivo ebbero luogo a Porto Cervo, rinomata località turistica nel cuore della Costa Smeralda. Il percorso di gara, interamente su sterrato, si snoda nelle subregioni del Monteacuto e della Gallura, all'interno delle piste forestali dell'Ente foreste della Sardegna.

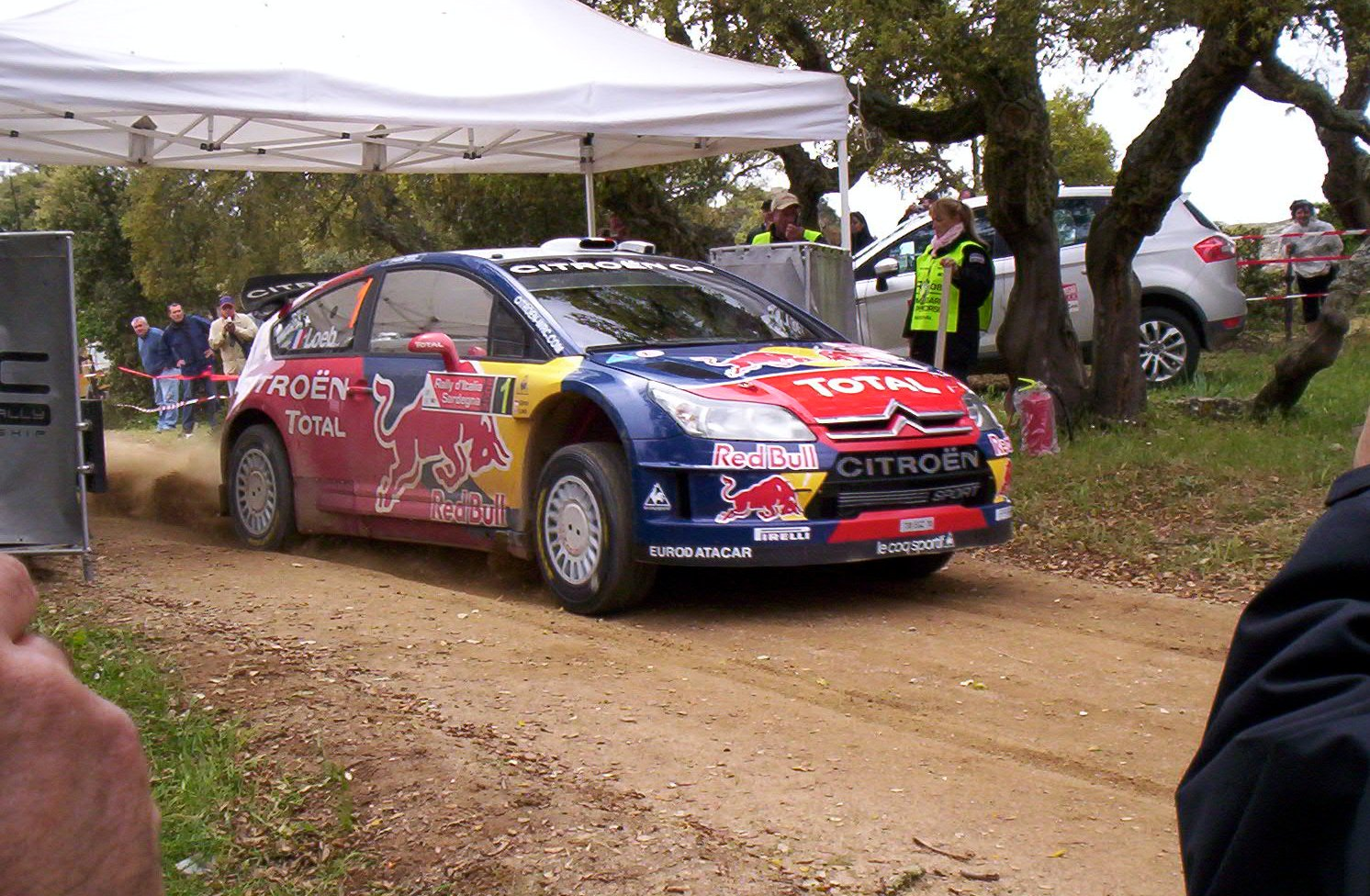
Sébastien Loeb su Citroën C4 WRC alla partenza della prova di "Punta Pianedda" nell'edizione 2008.

Fin da subito, la gara raccolse numerosi consensi da tutti gli addetti ai lavori, venendo così riconfermata anche per gli anni successivi, mantenendo sempre Olbia come quartier generale. Nel 2006, la manifestazione passa sotto la gestione diretta di ACI Sport, cambiando il nome in Rally d'Italia-Sardegna, e presentando alcune novità nel percorso di gara, con l'aggiunta di alcune prove speciali nel territorio delle Baronie, in Provincia di Nuoro. Nel 2010, a causa del nuovo criterio di rotazione dei rally nel calendario WRC, che dall'anno precedente fu sensibilmente ridimensionato, il Rally d'Italia perse momentaneamente la validità mondiale, acquisendo quella per l'Intercontinental Rally Challenge.
L'anno successivo il RIS tornò a far parte del WRC, nonostante che alcuni rumor ipotizzassero uno spostamento della gara in Sicilia o in Toscana. Il percorso presenta alcune novità, tra cui nuove ps nella subregione dell'Alta Marmilla e nel complesso forestale di Monte Grighine, in Provincia di Oristano.

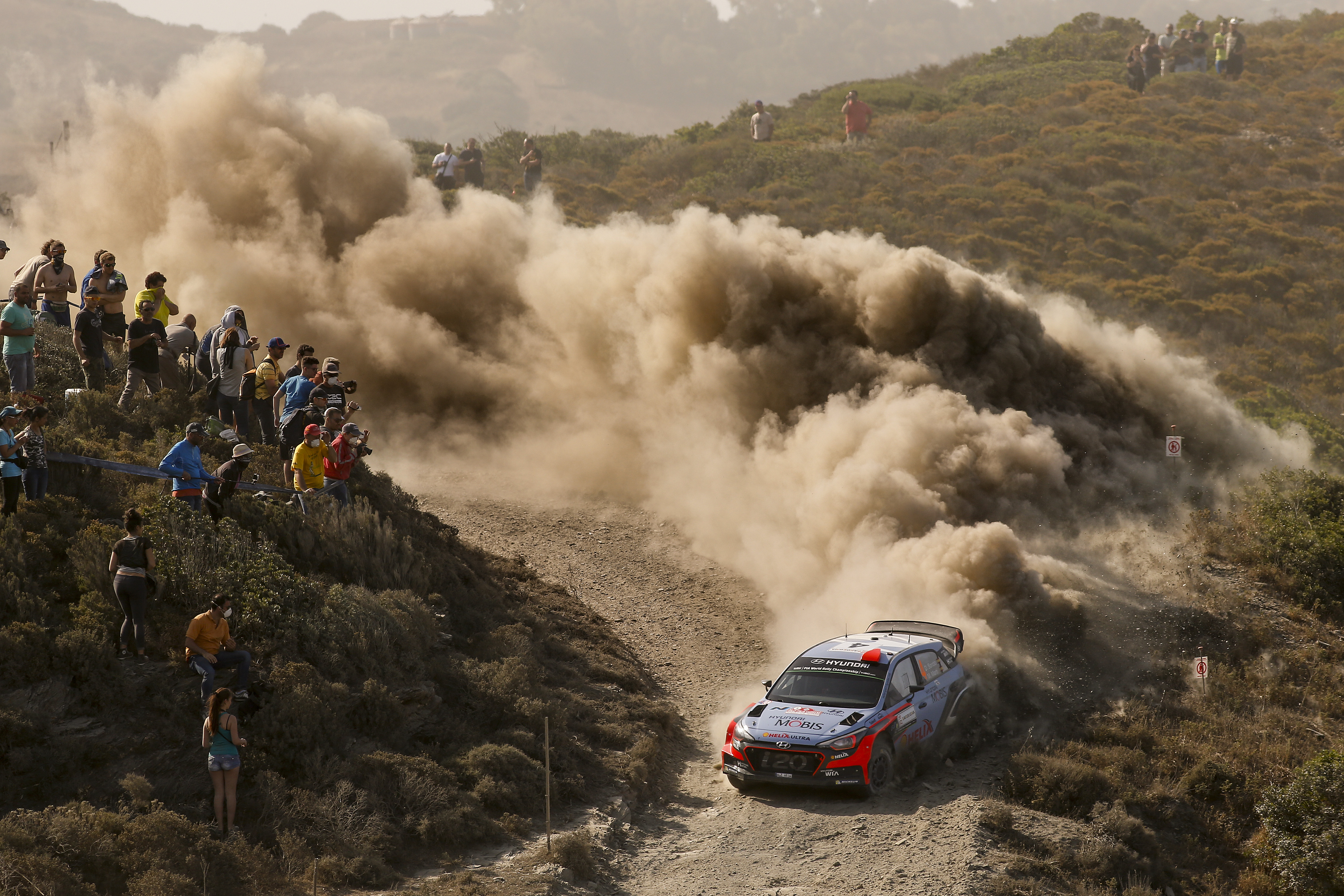
Daniel Sordo su Hyundai i20 WRC nell'edizione 2016.

Nel 2014, la gara abbandona la sede di Olbia, per trasferirsi nella cittadina catalana di Alghero, nel nord-ovest dell'isola. Negli anni successivi, il percorso di gara, pur mantenendo alcune delle storiche prove nella subregione del Monteacuto, come Monte Lerno e Loelle, presenta per il 60% del percorso totale tratti cronometrati nelle zone dell'Anglona e della Nurra, tranne per la terza parentesi oristanese del 2015, dove per tutta la giornata di venerdì vennero impiegate diverse prove speciali nel territorio centro-occidentale dell'isola.
Nel 2021, dopo 7 anni di permanenza fissa del RIS nella costa ovest dell'isola, viene formalizzato un nuovo accordo di alternanza annuale tra le città di Alghero e Olbia per quanto riguarda l'ubicazione del parco assistenza e del quartier generale del rally.
Il 25 novembre 2022 viene confermata la presenza del Rally Italia Sardegna nel calendario WRC fino al 2025.

## Albo d'oro

### Rally di Sardegna
- 2025 - Sébastien Ogier, Toyota GR Yaris Rally1
- 2024 - Ott Tänak, Hyundai i20 N Rally1 Hybrid
- 2023 - Thierry Neuville, Hyundai i20 N Rally1 Hybrid
- 2022 - Ott Tänak, Hyundai i20 N Rally1 Hybrid
- 2021 - Sébastien Ogier, Toyota Yaris WRC
- 2020 - Dani Sordo, Hyundai i20 Coupe WRC
- 2019 - Dani Sordo, Hyundai i20 Coupe WRC
- 2018 - Thierry Neuville, Hyundai i20 Coupe WRC
- 2017 - Ott Tänak, Ford Fiesta WRC
- 2016 - Thierry Neuville, Hyundai NG i20 WRC
- 2015 - Sébastien Ogier, Volkswagen Polo R WRC
- 2014 - Sébastien Ogier, Volkswagen Polo R WRC
- 2013 - Sébastien Ogier, Volkswagen Polo R WRC
- 2012 - Mikko Hirvonen, Citroën DS3 WRC
- 2011 - Sébastien Loeb, Citroën DS3 WRC
- 2010 – Juho Hänninen, Škoda Fabia S2000 (valido per l'IRC)
- 2009 – Jari-Matti Latvala, Ford Focus RS WRC 09
- 2008 – Sébastien Loeb, Citroën C4 WRC
- 2007 – Marcus Grönholm, Ford Focus RS WRC 07
- 2006 – Sébastien Loeb, Citroën Xsara WRC
- 2005 – Sébastien Loeb, Citroën Xsara WRC
- 2004 – Petter Solberg, Subaru Impreza WRC2004

### Rally di Sanremo
- 2003 – Sébastien Loeb, Citroën Xsara WRC
- 2002 – Gilles Panizzi, Peugeot 206 WRC
- 2001 – Gilles Panizzi, Peugeot 206 WRC
- 2000 – Gilles Panizzi, Peugeot 206 WRC
- 1999 – Tommi Mäkinen, Mitsubishi Lancer Evo 6
- 1998 – Tommi Mäkinen, Mitsubishi Lancer Evo 5
- 1997 – Colin McRae, Subaru Impreza WRC97
- 1996 – Colin McRae, Subaru Impreza 555
- 1995 – Piero Liatti, Subaru Impreza 555 (non valido per il WRC)
- 1994 – Didier Auriol, Toyota Celica Turbo 4WD
- 1993 – Gianfranco Cunico, Ford Escort RS Cosworth
- 1992 – Andrea Aghini, Lancia Delta HF Integrale
- 1991 – Didier Auriol, Lancia Delta Integrale 16v
- 1990 – Didier Auriol, Lancia Delta Integrale 16v
- 1989 – Miki Biasion, Lancia Delta Integrale 16v
- 1988 – Miki Biasion, Lancia Delta Integrale 8V
- 1987 – Miki Biasion, Lancia Delta HF 4WD
- 1986 – Markku Alén, Lancia Delta S4
- 1985 – Walter Röhrl, Audi Sport quattro S1
- 1984 – Ari Vatanen, Peugeot 205 Turbo 16
- 1983 – Markku Alén, Lancia Rally 037
- 1982 – Stig Blomqvist, Audi quattro
- 1981 – Michèle Mouton, Audi quattro
- 1980 – Walter Röhrl, Fiat 131 Abarth Rally
- 1979 – Antonio Fassina, Lancia Stratos
- 1978 – Markku Alén, Lancia Stratos
- 1977 – Jean-Claude Andruet, Fiat 131 Abarth Rally
- 1976 – Björn Waldegård, Lancia Stratos
- 1975 – Björn Waldegård, Lancia Stratos
- 1974 – Sandro Munari, Lancia Stratos
- 1973 — Jean-Luc Thérier, Alpine-Renault A110 1800
- 1972 – Amilcare Ballestrieri, Lancia Fulvia Coupé HF

### Rally Sanremo-Sestriere
- 1971 — Ove Andersson, Alpine-Renault
- 1970 — Jean-Luc Thérier, Alpine-Renault